# American Journal of Clinical Oncology
American Journal of Clinical Oncology is een internationaal, aan collegiale toetsing onderworpen wetenschappelijk tijdschrift op het gebied van de oncologie. De naam wordt in literatuurverwijzingen meestal afgekort tot Am. J. Clin. Oncol. Het wordt uitgegeven door Lippincott Williams & Wilkins en verschijnt tweemaandelijks. Het is het officiële tijdschrift van het American College of Radiation Oncology.